# Umspannwerk Dauersberg
Das Umspannwerk Dauersberg ist eines der größten Umspannwerke in Deutschland, betrieben von der Amprion GmbH. Es steht im Landkreis Altenkirchen nahe dem Betzdorfer Ortsteil Dauersberg und verfügt über Schaltanlagen für 380 kV, 220 kV und 110 kV, die über Leistungstransformatoren miteinander verbunden sind.

## Bedeutung als Netzknoten

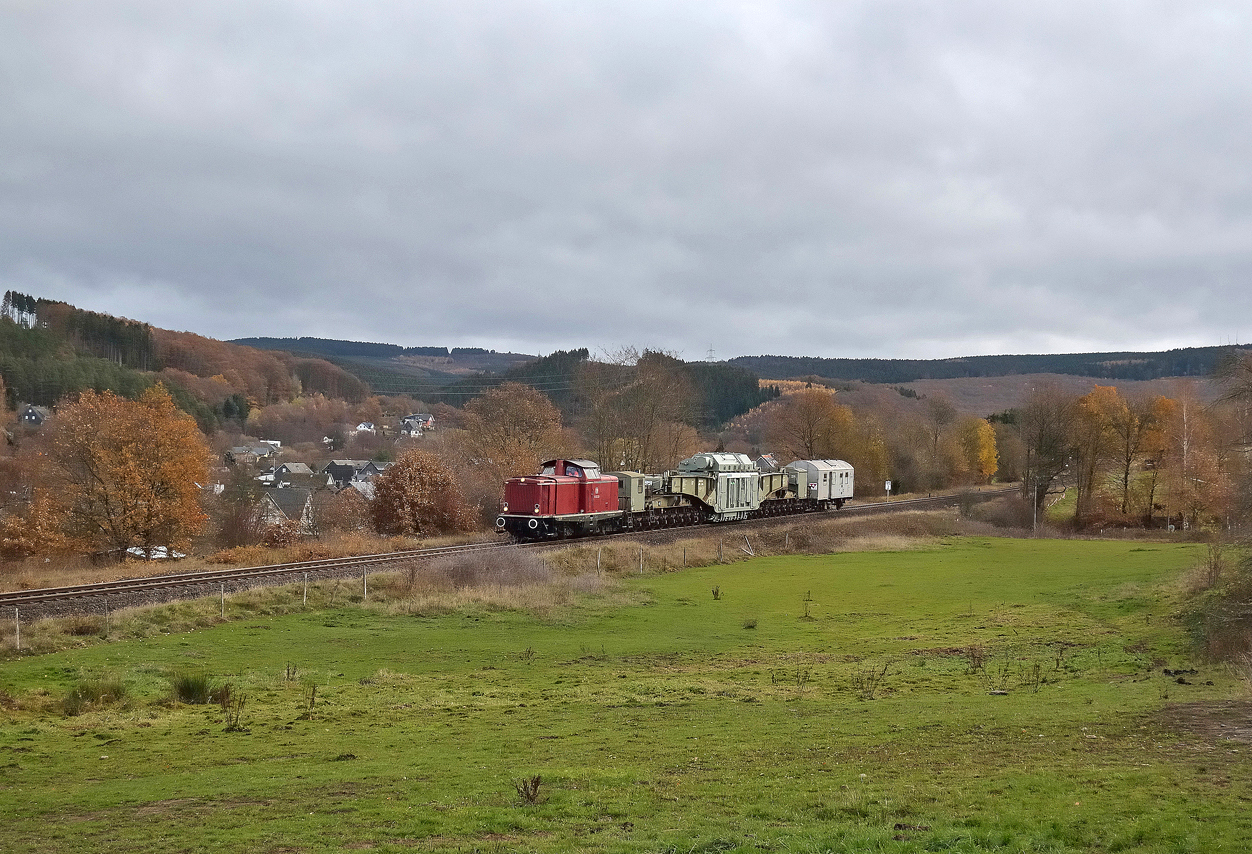
Ein Trafo-Schwertransport für die Firma Amprion, bestimmt für das Umspannwerk Dauersberg, mit einer Diesellokomotive der DB-Baureihe V100 auf der Hellertalbahn zwischen Zeppenfeld und Neunkirchen (November 2018).

In diesem Umspannwerk laufen mehrere Höchstspannungsleitungen zusammen, die das Rhein-Ruhr- und das Rhein-Main-Gebiet miteinander verbinden und eine wichtige Nord-Süd-Verbindung bilden:
- Zwei 380-kV-Leitungen mit jeweils zwei Stromkreisen führen in Richtung Köln.
- Zwei 380-kV-Leitungen führen in Richtung Frankfurt am Main, davon eine über Limburg an der Lahn und eine über Gießen.
- Das Umspannwerk Kruckel[1] ist über Siegen via 220 kV angebunden. Diese Trasse wird im Rahmen der EnLAG-Baumaßnahme 19 durch eine leistungsfähigere 380-kV-Leitung nach Dortmund-Kruckel ersetzt.[2][3] Zurzeit ist die Trasse durch die Bauarbeiten vor dem Knoten Kreuztal unterbrochen und wird über die 220-kV-Leitung über Netphen umgeleitet.
- Daneben gibt es eine 220-kV-Leitung, die über Netphen bis Kreuztal an die umzubauende 380-kV-Leitung führt. Für das geplante Umspannwerk Kreuztal (380 kV zu 220 kV) gibt es noch Streit über den Standort. (Stand 6.2024) An der 220-kV-Leitung hängt zum Beispiel das Umspannwerk Setzer Wiese (220 kV zu 110 kV), was weiter lokale Umspannwerke mit 110 kV versorgt, welche für die lokale Stromversorgung zuständig sind. Alternativ kann auch vom Knoten Kreuztal die bestehende 220 kV Leitung bis zu Umspannwerk Setzer Wiese auf 380 kV umgebaut werden. Dadurch würde die verbleibende 220 kV Leitung von Umspannwerk Dauersberg bis Umspannwerk Setzer Wiese in der Wichtigkeit zurückgestuft. Amprion hält sich bedeckt ob das Umspannwerk Kreuztal an einen der zwei möglichen Standorte kommt oder die Leitung 6 km lange umgebaut wird.

| Netzbetreiber                                         | Spannung               | Name des Stromkreises (Bauleitnummer) | Zielort/-station                                     | Baujahr                                                                                | Bemerkungen                                                    | Himmels- richtung | Hauptrichtung |
| ----------------------------------------------------- | ---------------------- | ------------------------------------- | ---------------------------------------------------- | -------------------------------------------------------------------------------------- | -------------------------------------------------------------- | ----------------- | ------------- |
|                                                       | 380 kV                 | Dauersberg West (4563)                | Halfeshof (benannt nach einem Flurstück in Solingen) |                                                                                        | Stromkreise führen jeweils weiter bis zur Schaltanlage Opladen | West              | Köln          |
| Dauersberg Ost (4563)                                 | 380 kV                 | Linde                                 |                                                      |                                                                                        | Stromkreise führen jeweils weiter bis zur Schaltanlage Opladen | West              | Köln          |
| Siegtal Nord (4104)                                   | 380 kV                 | Sechtem                               | 1978                                                 | Anschluss an neue 380-kV-Anlage im Umspannwerk Siegburg geplant                        |                                                                | West              | Köln          |
| Siegtal Süd (4104)                                    | 380 kV                 | Sechtem                               | 1978                                                 | Anschluss an neue 380-kV-Anlage im Umspannwerk Siegburg geplant                        |                                                                | West              | Köln          |
| Limburg West (4124)                                   | 380 kV                 | Limburg                               | 2012                                                 | EnLAG-Baumaßnahme 20, ersetzt die 1935 gebaute 220-kV-Leitung Koepchenwerk–Kelsterbach | Südost                                                         | Frankfurt         |               |
| Limburg Ost (4124)                                    | 380 kV                 | Limburg                               | 2012                                                 | EnLAG-Baumaßnahme 20, ersetzt die 1935 gebaute 220-kV-Leitung Koepchenwerk–Kelsterbach | Südost                                                         | Frankfurt         |               |
| Westerwald West (4564)                                | 380 kV                 | Dillenburg (TenneT TSO)               |                                                      | führt über eine Doppelverzweigung bei Aßlar weiter bis zum Umspannwerk Gießen-Nord     | Südost                                                         | Frankfurt         |               |
| Westerwald Ost (4564)                                 | 380 kV                 | Aßlar (TenneT TSO)                    |                                                      | führt über eine Doppelverzweigung bei Aßlar weiter bis zum Umspannwerk Gießen-Nord     | Südost                                                         | Frankfurt         |               |
| 220 kV; unterdessen teilweise auf 110 kV herabgestuft | Leuscheid Nord (2371)  | Siegburg                              | 1959                                                 |                                                                                        | West                                                           | Köln              |               |
| 220 kV; unterdessen teilweise auf 110 kV herabgestuft | Leuscheid Süd (2371)   | Siegburg                              | 1959                                                 |                                                                                        | West                                                           | Köln              |               |
| 220 kV; unterdessen teilweise auf 110 kV herabgestuft | Siegerland West (2319) | Eiserfeld → Altenkleusheim → Kruckel  | 1935                                                 | die 220 kV wird durch eine 380-kV-Leitung ersetzt                                      | Nordost                                                        | Dortmund          |               |
| 220 kV und 110 kV                                     | Siegerland Ost (2319)  | Setzer Wiese                          | 1935                                                 |                                                                                        | Nordost                                                        | Dortmund          |               |
| 220 kV und 110 kV                                     | Heller Ost             |                                       | 1935                                                 |                                                                                        | Südost                                                         | Dortmund          |               |